# Cole Kmet
Cole Kmet (Lake Barrington, Illinois, 10 de marzo de 1999) es un jugador profesional estadounidense de fútbol americano que se desempeña en la posición de tight end en Chicago Bears, equipo de la National Football League (NFL).

## Carrera
Fue seleccionado en la segunda ronda en la Reunión Anual de Selección de Jugadores de la NFL de 2020. Hizo su debut profesional con el equipo Chicago Bears, donde lleva jugando cuatro temporadas.